# La Tierra en que vivimos
La Tierra en que vivimos fue un programa de televisión chileno que se emitía por La Red los días domingos a las 22:00 h. y que trata sobre la naturaleza y ecología en Chile.  
Sergio Nuño G., narrador y creador del programa, estudió en la BBC y de vuelta en Chile partió con una productora que se dedicaría al registro y documentación de la naturaleza para televisión, lo que se transformaría en el programa "La Tierra en que vivimos". La primera serie del programa comenzó su filmación a principios de 1980 con la serie "En búsqueda de nuestros orígenes" constituyendo uno de los primeros documentales ecológicos y de naturaleza de la televisión chilena. Su estreno en televisión ocurrió el 5 de julio de 1982.
La última serie en ser emitida por TVN fue en el año 2008, titulada "Las costas secretas de Chile" donde el equipo del programa recorre las costas del norte de Chile descubriendo su belleza, flora, fauna y problemas ambientales y desafíos de la costa del país.  
En 2010 el programa de "La Tierra en que vivimos" colaboró con la producción de "Efecto picaflor", documental realizado y desarrollado en Chile por Ángeles Nuño y que fue transmitido por Telecanal.
Desde 2015, es transmitido por La Red.

## Polémicas
En 1993, la Municipalidad de Viña del Mar reaccionó muy molesta ante un reportaje del programa sobre la contaminación en las playas de dicha comuna. En represalia, se despojó a TVN de los derechos de transmisión del Festival de Viña del Mar, los cuales fueron concedidos a Megavisión, que los retuvo hasta 1999. 